# Moratalaz (distrito)
Moratalaz é um distrito da cidade espanhola de Madrid. Tem pequeno tamanho (superfície de 6,32 km²)e conta com 104.923 habitantes.

## Bairros
Este distrito está dividido em seis bairros:
- Fontarrón
- Horcajo
- Marroquina
- Media Legua
- Pavones
- Vinateros

## Património
- Parque de Moratalaz
- Templo de Madrid
- Igreja de Santa Ana e A Esperança
- Junta Municipal de Moratalaz